# Нагуже (Нижньосілезьке воєводство)
Нагуже (пол. Nagórze) — село в Польщі, у гміні Львувек-Шльонський Львувецького повіту Нижньосілезького воєводства.
Населення — 45 осіб (2011).
У 1975-1998 роках село належало до Єленьогурського воєводства.

## Демографія
Демографічна структура станом на 31 березня 2011 року:
|          | Загалом | Допрацездатний вік | Працездатний вік | Постпрацездатний вік |
| -------- | ------- | ------------------ | ---------------- | -------------------- |
| Чоловіки | 22      | 5                  | 15               | 2                    |
| Жінки    | 23      | 7                  | 7                | 9                    |
| Разом    | 45      | 12                 | 22               | 11                   |